# العلاقات الأنغولية الإستونية
العلاقات الأنغولية الإستونية هي العلاقات الثنائية التي تجمع بين أنغولا وإستونيا.

## مقارنة بين البلدين
هذه مقارنة عامة ومرجعية للدولتين:
| وجه المقارنة                                              | أنغولا           | إستونيا                                                                             |
| --------------------------------------------------------- | ---------------- | ----------------------------------------------------------------------------------- |
| المساحة (كم2)                                             | 1.25 مليون       | 45.34 ألف                                                                           |
| عدد السكان (نسمة)                                         | 29.78 مليون      | 1.32 مليون                                                                          |
| الكثافة السكانية (ن./كم²)                                 | 23.82            | 29.11                                                                               |
| العاصمة                                                   | لواندا           | تالين                                                                               |
| اللغة الرسمية                                             | اللغة البرتغالية | اللغة الإستونية                                                                     |
| العملة                                                    | كوانزا أنغولي    | يورو، كرون إستوني، كرون إستوني، المارك الإستوني                                     |
| الناتج المحلي الإجمالي (بليون دولار)                      | 124.21 مليار     | 25.92 مليار                                                                         |
| الناتج المحلي الإجمالي (تعادل القوة الشرائية) بليون دولار | 184.83 مليار     | 38.11 مليار                                                                         |
| الناتج المحلي الإجمالي الاسمي للفرد دولار أمريكي          | 4.10 ألف         | 17.79 ألف                                                                           |
| الناتج المحلي الإجمالي للفرد دولار أمريكي                 |                  | 28.14 ألف                                                                           |
| مؤشر التنمية البشرية                                      | 0.533            | 0.871                                                                               |
| رمز المكالمات الدولي                                      | +244             | +372                                                                                |
| رمز الإنترنت                                              | .ao              | .ee                                                                                 |
| المنطقة الزمنية                                           | ت ع م+01:00      | ت ع م+02:00، ت ع م+03:00، توقيت شرق أوروبا، أوروبا/تالين ‏، توقيت شرق أوروبا الصيفي ‏ |

## منظمات دولية مشتركة
يشترك البلدان في عضوية مجموعة من المنظمات الدولية، منها:
| علم المنظمة | اسم المنظمة                        | تاريخ انضمام أنغولا | تاريخ انضمام إستونيا |
| ----------- | ---------------------------------- | ------------------- | -------------------- |
|             | منظمة الشرطة الجنائية الدولية      | ?                   | ?                    |
|             | منظمة التجارة العالمية             | ?                   | ?                    |
|             | منظمة حظر الأسلحة الكيميائية       | ?                   | ?                    |
|             | مؤسسة التمويل الدولية              | 19 سبتمبر 1989      | 9 أغسطس 1993         |
|             | يونسكو                             | 11 مارس 1977        | 14 أكتوبر 1991       |
|             | البنك الدولي للإنشاء والتعمير      | 19 سبتمبر 1989      | 23 يونيو 1992        |
|             | مؤسسة التنمية الدولية              | 19 سبتمبر 1989      | 11 أكتوبر 2008       |
|             | الأمم المتحدة                      | 1 ديسمبر 1976       | 17 سبتمبر 1991       |
|             | وكالة ضمان الاستثمار متعدد الأطراف | 19 سبتمبر 1989      | 24 سبتمبر 1992       |
|             | الاتحاد الدولي للاتصالات           | 13 أكتوبر 1976      | 19 مايو 1922         |
|             | الاتحاد البريدي العالمي            | ?                   | ?                    |

## وصلات خارجية
- موقع وزارة الخارجية الأنغولية
- موقع وزارة الخارجية الإستونية